# Pliocardia ponderosa
Pliocardia ponderosa is een tweekleppigensoort uit de familie van de Vesicomyidae. De wetenschappelijke naam van de soort is voor het eerst geldig gepubliceerd in 1968 door Boss.